# Реконсолидация памяти
Реконсолидация памяти (лат. re… — приставка, указывающая на: повторное, возобновляемое, воспроизводимое действие,  от лат. consolidatio «консолидация», далее из consolidare «укреплять, поддерживать; консолидировать», далее из cum (варианты co-, com-, con-) «с, вместе» + solidare «уплотнять, скреплять», далее от прил. solidus «плотный, твёрдый»; родств. salvus «невредимый, целый», из праиндоевр. *sol- «целый») - процесс перезаписывания памяти, который запускается при повторном обращении к ранее сформированному памятному следу,  повторная консолидация.

## История и содержание понятия
На протяжении долгого времени считалось, что у процесса формирования памяти есть две стадии. Первая из них - фаза краткосрочной памяти (до нескольких часов), являющаяся лабильной и способной подвергаться различным воздействиям. Среди таких воздействий значатся: гипоксия, охлаждение, мозговая травма, новое обучение, электрошок, нарушение экспрессии и функции специфических белков, блокада белкового синтеза и т.п. Далее на смену первой фазе приходит вторая – она же фаза долгосрочной памяти (наступает через сутки и более). Отличается тем, что во время её наступления и действия память приходит в стабильное состояние, а также не поддаётся изменениям при различных воздействиях на неё  Тем не менее, за последние годы данная точка зрения не раз подвергалась сомнению. Эти сомнения берут начало в работах лаборатории Д. Льюиса, показавшей, что консолидированная память имеет способность снова принимать форму лабильности, при том условии, что если прибегнуть к применению условного раздражителя через некоторое время после её формирования и стабилизации. Данное заключение стало именоваться “реконсолидацией” памяти, даже несмотря на то, что сам Д. Льюис не прибегал к  использованию этого термина, а сделанное заключение называл просто “сигнальнозависимой амнезией”, поскольку в его опытах за условным раздражителем следовало электросудорожное раздражение, которое выступало в значении амнестического агента.
Полный экспериментальный план заключался в следующем. Проводилось обучение крыс питью воды из поилки. Во время процесса питья подавался условный раздражитель (тон), за которым наступало болевое электрокожное раздражение. Использование тона, исключая безусловный раздражитель, повлияло на крыс таким образом: произошло торможение питьевого поведения. При этом торможение проявилось в более очевидной степени у группы крыс, которой тон предъявлялся изолированно до электросудорожного раздражения. Последнее, в свою очередь, не оказывало какого-либо воздействия на память в отсутствии действия тона в условиях последующего тестирования поведения
В дальнейшем М. Джаджом и Д. Куотермейном  были проведены опыты аналогичного характера на мышах. Однако исследователи решили заменить использование электросудорожного раздражения на введение мышам системно ингибитор синтеза белка анизомицин спустя 1, 2 и 3 ч после обучения, а также через одну минуту спустя перемещения животных в обстановку, в которой они подвергались электрокожному раздражению. По сравнению с контрольными животными и теми, которым вводили анизомицин за 1–2 ч после обучения, группа мышей, которой ввели анизомицин спустя 3 ч после обучения, отличалась существенными ухудшениями в памяти.
Перечисленные опыты являются свидетельством того, что изолированное применение условного раздражителя при условиях хорошо консолидированной памяти представляет собой, в конечном итоге, феномен реактивации, или получения следов сохраненной памяти. Сам же условный раздражитель берёт на себя образ напоминания. Напоминающим стимулом могут послужить: безусловный раздражитель и контекст (обстановочные раздражители). Напоминание сигнальным раздражителем являлось результативным в условиях коротких промежутков между обучением и контролем сохранности навыка, тогда, как контекст являлся наиболее результативным в условиях больших промежутков до контроля.
На данный момент традиционные представления о долгосрочной (стабильной) памяти ощутимо изменились. На основании многочисленных свидетельств открывается тот факт, что в определённых условиях консолидированная долгосрочная память имеет возможность переходить в состояние лабильности, а далее обратно – снова консолидироваться.

## Механизмы реконсолидации памяти
В настоящий момент практически отсутствуют сомнения в том, что консолидированная память может снова возвращаться в лабильное состояние под воздействием реактивации и после чего быть подвергнутой реконсолидации. Реконсолидация – представляет собой самостоятельный процесс, характеризующийся собственными механизмами, структурными, сетевыми и молекулярными изменениями с особой спецификой. Суть в том, что сам процесс реактивации (извлечения из памяти) делает сравнение двух форм консолидированной памяти (первичной и реконсолидированной) двусмысленным сопоставлением. Всё потому, что в условиях первого случая используется сочетанное применение условного раздражителя, а в условиях второго – несочетанное или же вообще используется лишь контекст. По большой части, во множестве опытов, направленных на исследование реконсолидации памяти применяется именно такая процедура, и она относится либо к выработке реагирования пассивного избегания с одного сочетания, либо к выработке условного реагирования страха с применение одной пробы. По видимому, каскады молекулярно-клеточных изменений, которые находятся в сопровождении первого сочетанного использования условного раздражителя и второго, несочетанного его использования, могут как различаться, так и иметь общие черты. Например, большинство работ демонстрируют, что ингибиторы синтеза белка при их системном и интрацеребральном введении на стадии реактивации способны вызвать нарушения в функционировании памяти в условиях её тестирования в более поздний период времени  Ввиду того, что эти воздействия тождественны тем, что могут выявляться в ситуации введения блокаторов синтеза белка в фазу первичной консолидации, приведённые факты являются веским аргументом к мнению о сходстве механизмов консолидации и реконсолидации.
Тем не менее, имеются сведения, предполагающие наличие различий механизмов консолидации и реконсолидации. В опытах C. Таунбенфелда и соавторов  блокада экспрессии транскрипционного фактора C/EBPb в дорзальном гиппокампе вызывала ослабление консолидации, тогда как реконсолидация памяти оставалась без изменений. Т.е.  угнетение синтеза белка в гиппокампе сказалось отрицательным образом на первичном обучении, но в этих же условиях не являло особой значимости в отношении реконсолидации памяти. На основании чего появилось предположение, что торможение синтеза белка и дифференцированное его воздействие на консолидацию и реконсолидацию памяти имеет тесную связь с работой мозга в целом и его составляющих структур. К примеру, было продемонстрировано, что синтез белка в миндалине является необходимым в отношении консолидации и реконсолидации памяти о реакции пассивного избегания, а экспрессия транскрипционного фактора CCAAT (C/EBPbeta), в свою очередь, необходима лишь в отношении процесса консолидации. На модели условной вкусовой аверсии  процесс реконсолидации сопрягался с увеличением экспрессии BDNF в инсулярной коре, но не в центральной миндалине. Однако в условиях консолидации возникало усиление экспрессии в обеих структурах мозга. В ситуации, когда прибегали к местному введению в миндалину  ингибиторов синтеза белка на модели условной вкусовой аверсии выявлялось ясное нарушение консолидации, но не реконсолидации памяти. Другая работа  демонстрирует, что синтез белка в прилежащем ядре является необходимым фактором для процесса консолидации, но не реконсолидации памяти, включая пищедобывательное поведение. В дальнейшем, за процессом выработки условного рефлекса на запах представал вниманию рост экспрессии cfos во фронтальной коре и базолатеральной миндалине, но, стоит упомянуть, что подобное не происходило в условиях реактивации памяти. Молекулярные механизмы консолидации и реконсолидации обстановочной памяти об условной реакции страха имели различия, не выходя за границы одной и той же структуры – гиппокампа . Синтез белка в миндалине обладает особо важным значением в отношении консолидации и реконсолидации памяти, направленных на страх условного раздражителя, а в гиппокампе – на контекст . Регулярное введение в миндалину пропранолола способствовало полнейшей блокаде реконсолидации, но не консолидации памяти. Синтез белка и РНК у улитки прудовика  в процессе консолидации и реконсолидации наблюдался в одной и той же клетке . В модели пассивного избегания прибегание к применению ингибиторов синтеза белка у однодневных цыплят являлось порождением незначительной амнезии в условиях реконсолидации памяти в сравнении с первичным обучением . Также в этих экспериментах время эффективности анизомицина было значительно короче после стимула напоминания и в некоторое количество раз меньше эффективная доза вещества после реактивации, чем после первичного обучения. Выявилась двойная диссоциация воздействий в отношении консолидации и реконсолидации памяти в ситуации, когда в гиппокамп крыс был введён антисенс олигодеоксинуклеотид . Консолидация имела прочную связь с активацией нейротрофического фактора BDNF, но никак не с транскрипционным фактором Zif268. Однако реконсолидация, ровно обратно, имела тесную связь с активизацией Zif268, но не BDNF.
Таким образом, изначально полагали, что консолидация и реконсолидация памяти имеют единый механизм, однако более поздние исследования свидетельствуют в пользу того, что за этими феноменами лежат различные механимы.

## Анализ реконсолидации памяти
Феномен возобновления чувствительности поведения к интерферирующим воздействиям называют реконсолидацией памяти. Реконсолидация представляет собой «временную подверженность реактивированной долговременной памяти действию блокаторов консолидации».
Первичная консолидация и реконсолидация имеют сходства и различия, выявляющиеся, во множествах молекулярно-клеточных и системных опытах. Уже сама процедура первичного обучения и реактивации выработанного навыка несёт в себе существенные отличия. В тех ситуациях, а которых реактивация применяется единожды (реконсолидация в классическом варианте), в то время как консолидация имеет связь с сочетанным применением условного и безусловного раздражителя, реактивация же, как правило, связана только с применением контекста или условного раздражителя. На фоне изолированного предъявления условного раздражителя процесс извлечения следов памяти происходит в новых условиях. Однако происходит извлечение и “старой” памяти, которая была образована в условиях первого сочетанного использования безусловного и условного раздражителей, принимающая вновь форму лабильности и обновляющуюся на фоне воздействия новых условий. При прочих равных условиях, исключая применение условного раздражителя без подкрепления и включая состояние субъекта на внутреннем уровне, в любом случае получить совершенно одинаковые условия в отношении первой и второй проб будет невозможным, а значит, реактивируемая “старая” память заключает в себе изменённые условия и устанавливается в связи с этими новыми условиями.  “Обновление”  старой памяти осуществляется посредством процессов реактивации и рестабилизации.  Если под воздействием реактивации появляется новый след памяти, то в таком случае амнестический агент должен заблокировать эту новую память, при этом, не оказывая разрушающего действия на старую.  При контроле сохранности навыка реконсолидированная память должна не уступать по своим показателям интактной “старой” памяти. Множество опытов по реконсолидации наглядно продемонстрировали, что это совершенно не так в действительности. Наоборот, было выявлено, что память может существенно нарушится в результате реактивации. Однако это может случиться только на фоне условий, когда реактивация происходит посредством изолированного использования условного раздражителя, а первичное обучение осуществляется в условиях сочетанного применения безусловного и условного раздражителей.

## Роль реконсолидации в обновлении памяти
Дж. Ли  считает, что реконсолидация представляет собой фундаментальный процесс непрерывной модификации (обновления) и сохранения памяти. С подобным мнением соглашаются почти все исследователи . Тем не менее, разные авторы имеют собственное представление о значении реконсолидации в обновлении памяти. На этот счет по меньшей мере насчитывается около трёх точек зрения.
Некоторые из авторов считают, что реконсолидация – ничто иное, как обычное повторение процесса консолидации, вследствие чего осуществляется прогрессивное упрочение исходно приобретенной (“старой”) памяти. Стабилизация памяти в процессе реконсолидации происходит, исключая внесение в неё качественных и количественных показателей. Функция реконсолидации основывается только лишь на процессе удлинения и стабилизации памяти о первоначальном обучении. Данное предположение не даёт каких-либо объяснений, по каким именно причинам имеют важность для проявления эффектов реконсолидации “возраст” памяти и “временные окна” для реактивации.
Оно также не предусматривает оценивание возможности воздействия на фазу реконсолидации новых условий, на фоне которых используется реактивация и осуществляется реконсолидация. Это предположение может быть применимым лишь в отношении случаев обучения с одной единственной пробой.
Вторая точка зрения гласит, что обновление памяти осуществляется посредством взаимодействия “старой” памяти, которая была получена вследствие “новой” памяти, вызванной реактивацией и оригинального обучения. В данном случае обновление происходит впоследствии интерференции новых условий с теми, которые привели к образованию “старой” памяти. Новые условия оказывают неощутимое дестабилизирующее воздействие в отношении “старой” памяти ввиду того, что воздействие на процесс реконсолидации практически не влияет или же не оказывает никакого влияния вообще на эту память. Предположение может быть применённым в отношении обучения с применением большого количества проб.
Существует мнение, что это относительно два самостоятельных процесса: кодирование и упрочение “новой” памяти, и извлечение “старой” памяти происходят параллельно в процессе реактивации и реконсолидации . Вследствие чего свойства памяти улучшаются и проходят процесс обновления в соответствии с новыми условиями. Тем не менее, как сообщалось ранее, это осуществляется лишь до того момента, пока обучение располагается на уровне ниже асимптотического (максимума). В дальнейшем, после достижения асимптотического уровня реконсолидация и воздействия на неё уже не имеют никакого влияния на память.
Третья точка зрения  гласит, что процесс обновления памяти осуществляется на фоне полной дестабилизации “старой” памяти. Реконсолидация – это есть новая консолидация, в условиях которой происходит интеграция обновляемой информации в “модифицированный унитарный след” памяти. Вследствие того, что в условиях процесса обновления памяти неизменно осуществляется дестабилизация (деструкция) оригинальной (первоначальной) памяти, всегда существует опасность её потери при проблемах реконсолидации. При этом процесс реконсолидации происходит лишь в случае, когда она нуждается в обновлении, а именно пока искомый навык не будет полностью сформированным.
Ряд учёных придерживается мнения, что консолидация и реконсолидация представляют собой единый процесс, функция реконсолидации основывается только лишь на процессе удлинения и стабилизации памяти о первоначальном обучении. Вторая точка зрения заключается в следующем: консолидация и реконсолидация памяти - это два относительно самостоятельных процесса, свойства памяти улучшаются и проходят процесс обновления в соответствии с новыми условиями. Третья точка зрения подразумевает тот факт, что процесс обновления памяти осуществляется на фоне полной дестабилизации “старой” памяти.